# Saint-Sébastien (Le Haut-Richelieu)
Saint-Sébastien, antaño llamado Le Coin, es un municipio de la provincia de Quebec en Canadá. Es uno de los municipios pertenecientes al municipio regional de condado del Le Haut-Richelieu, en la región de Montérégie-Est en Montérégie.

## Geografía
Saint-Sébastien se encuentra en la planicie del San Lorenzo, al sureste del MRC de Le Haut-Richelieu. Está ubicado entre Saint-Alexandre al norte, Notre-Dame-de-Stanbridge al noreste, Pike River al este, Venise-en-Québec al sur y Henryville al oeste. Su superficie total es de 63,72 km² de los cuales 63,64 km² son tierra firme.

## Urbanismo
La carretera 133 atraviesa el municipio de oeste a este y la carretera 227 lo atraviesa en el eje norte-sur.

## Historia
Saint-Sébastien está ubicado en los antiguos señoríos de Sabrevois y de Noyan, en Nueva Francia. Hacia 1760, pioneros de Montmagny, de la isla de Orleans y de Nueva Inglaterra empezaron a desbrozar la tierra. Después de 1837, la población creció rápidamente con llegada de muchos Acadianos. En este periodo, la localidad se llamaba Le Coin (que significa La Esquina o La Vuelta en francés) porque fue establecido a la vuelta de las carreteras Principale y Dussault (actuales carreteras 133 y 227). La parroquia católica de Saint-Sébastien, dedicada a San Sebastián, fue creada en 1864 por separación de la parroquia de Saint-Georges-de-Henryville. El municipio de parroquia de Saint-Sébastien fue instituido en 1865. En 2011, cambió su estatuto por el de municipio de Saint-Sébastien.

## Política
El consejo municipal está compuesto por seis consejeros, sin división territorial.
|            | 2009-2013                                                                                                 | 2013-2017                                                                                        |
| Alcalde    | Michel Surprenant                                                                                         | Martin Thibert                                                                                   |
| Consejeros | Michel Bonneville Bruno Forget/Ghislain Provost* Sylvie Laurain Michel Morin Pol Petit François Thibodeau | Michel Bonneville Mark Handschin Sylvie Laurain Michel Morin Ghislain Provost François Thibodeau |

Nota : * Cambio durante el periodo.
El municipio está incluido en la circunscripcióm electoral de Iberville a nivel provincial y de Brome-Missisquoi a nivel federal.

## Demografía
Según el censo de 2011, contaba con 736 habitantes. La densidad de población fue de 11,6 hab./km². Entre 2006 y 2011 hubo un aumento de 54 habitantes (7,9 %). En 2011, el número total de inmuebles particulares fue de 282, de las que 270 estaban ocupadas por residentes habituales. El gentilicio es Sébastinois, e en francés.
| Año  | Población total | Creciente |
| ---- | --------------- | --------- |
| 1986 | 777             |           |
| 1991 | 800             | 3,0%      |
| 1996 | 749             | 6,4%      |
| 2001 | 766             | 2,3%      |
| 2006 | 682             | 11,0%     |
| 2011 | 736             | 7,9%      |